# Masracetus
Masracetus (від арабського «Masr» — «Єгипет» і грецького «ketos» — «кит») — вимерлий рід древніх китів базилозаврид, відомий з пізнього еоцену (приабонський період, 37,2—33,9 мільйона років тому) Єгипту.

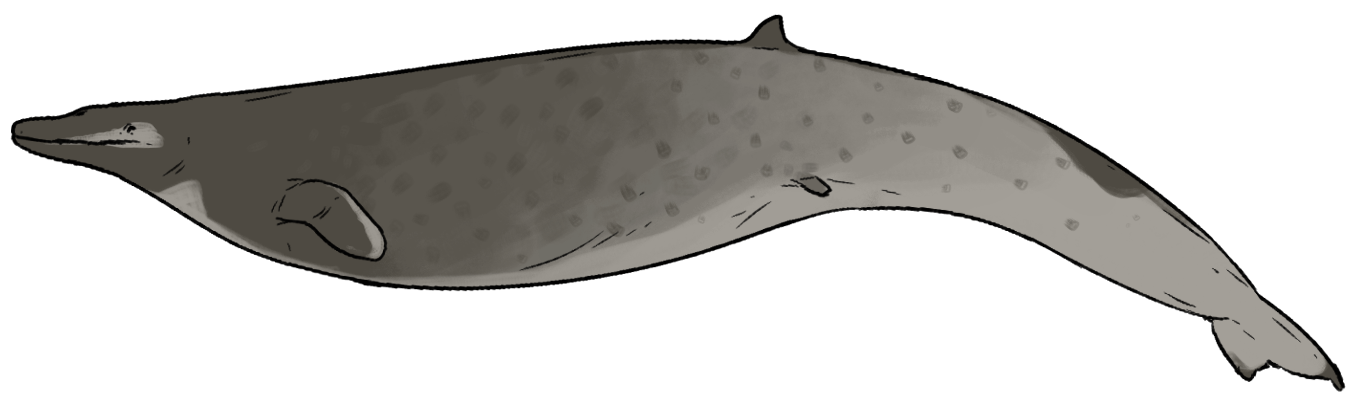
Художня реконструкція Masracetus markgrafi

Masracetus був коротко описаний у додатку Gingerich, 2007 і відомий лише за сукупністю хребців і погано реконструйованого черепа з 1908 року. Поперекові хребці великі, але відносно короткі (передньозадні) порівняно з хребцями інших археоцитів; діаметр майже такий же, як і у базилозавра, але довжина менше половини останнього. Masracetus більший за Cynthiacetus.
Назва виду вшановує Річарда Маркграфа, колекціонера скам'янілостей для палеонтолога Ернста Штромера, який зібрав типовий зразок у 1905 році.